# هایدک
شهر هایدکدر ایالت بایرن در کشور آلمان واقع شده‌است.